# St. Trinitatis (Unterellen)

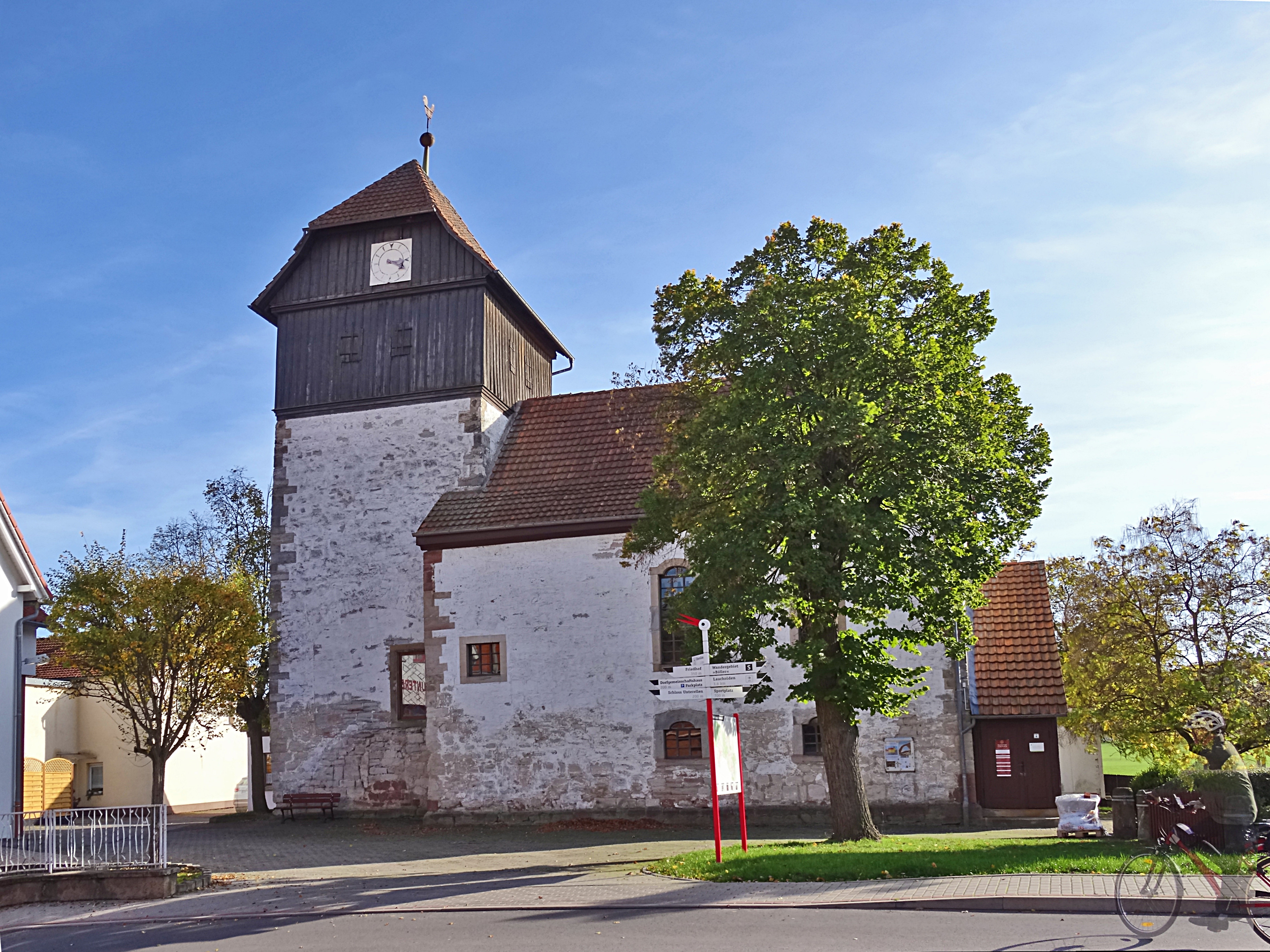
St. Trinitatis (Unterellen)

Die evangelisch-lutherische Dorfkirche St. Trinitatis steht im Ortsteil Unterellen der Gemeinde Gerstungen im Wartburgkreis in Thüringen.

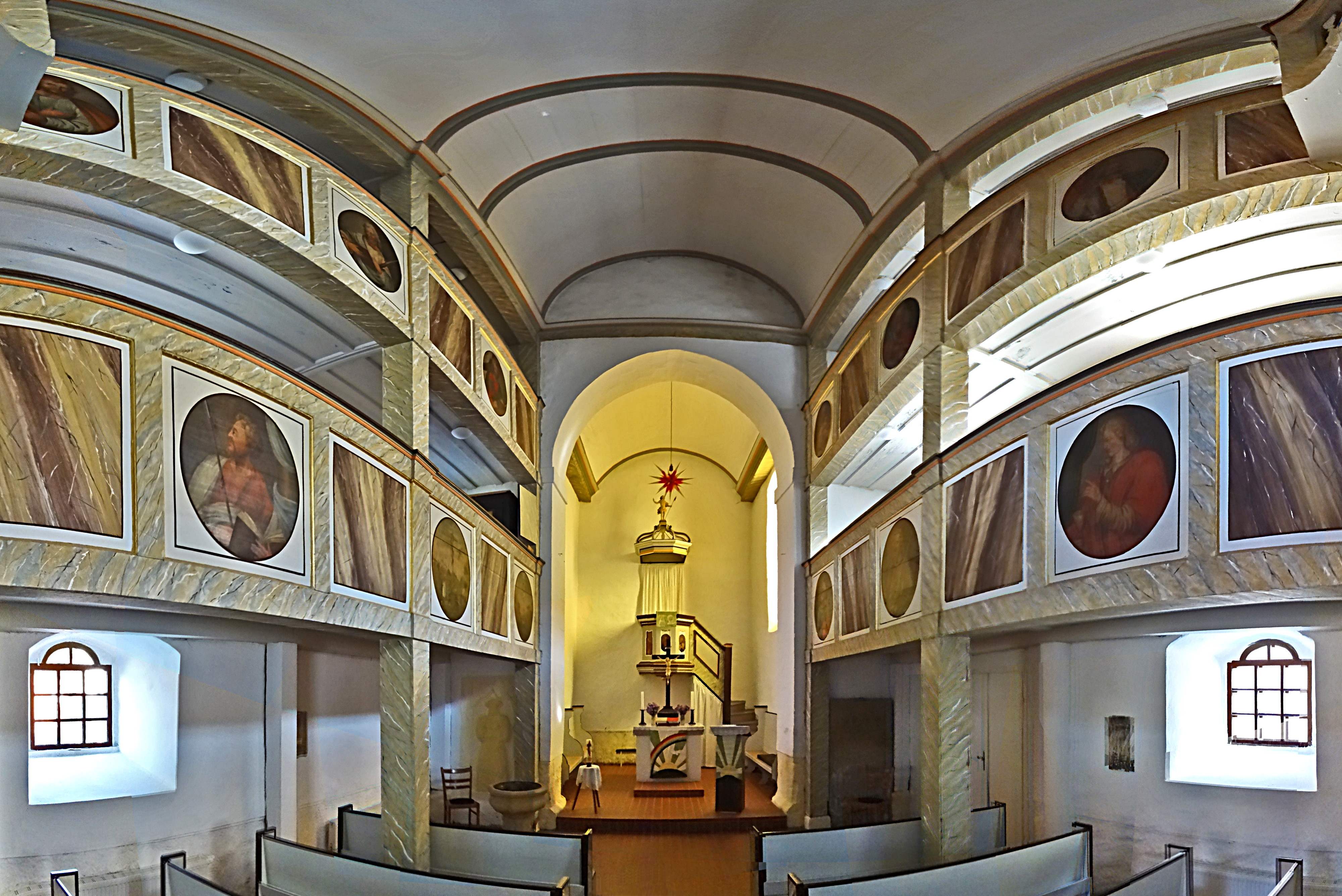
Innenansicht

## Lage
Die Kirche  befindet sich in der Ortsmitte von Unterellen unweit der Elte. Gleich neben der Kirche steht das Feuerwehrhaus.

## Geschichte
Das Gotteshaus wurde bereits im 15. Jahrhundert massiv gebaut und zählt damit zu den ältesten Gebäuden des Ortes. Die älteste Glocke trägt die Jahreszahl 1463 und weist wohl auf die damalige Weihe hin. Die heutige Gestalt bekam die Kirche mit dem Umbau im Jahre 1714.

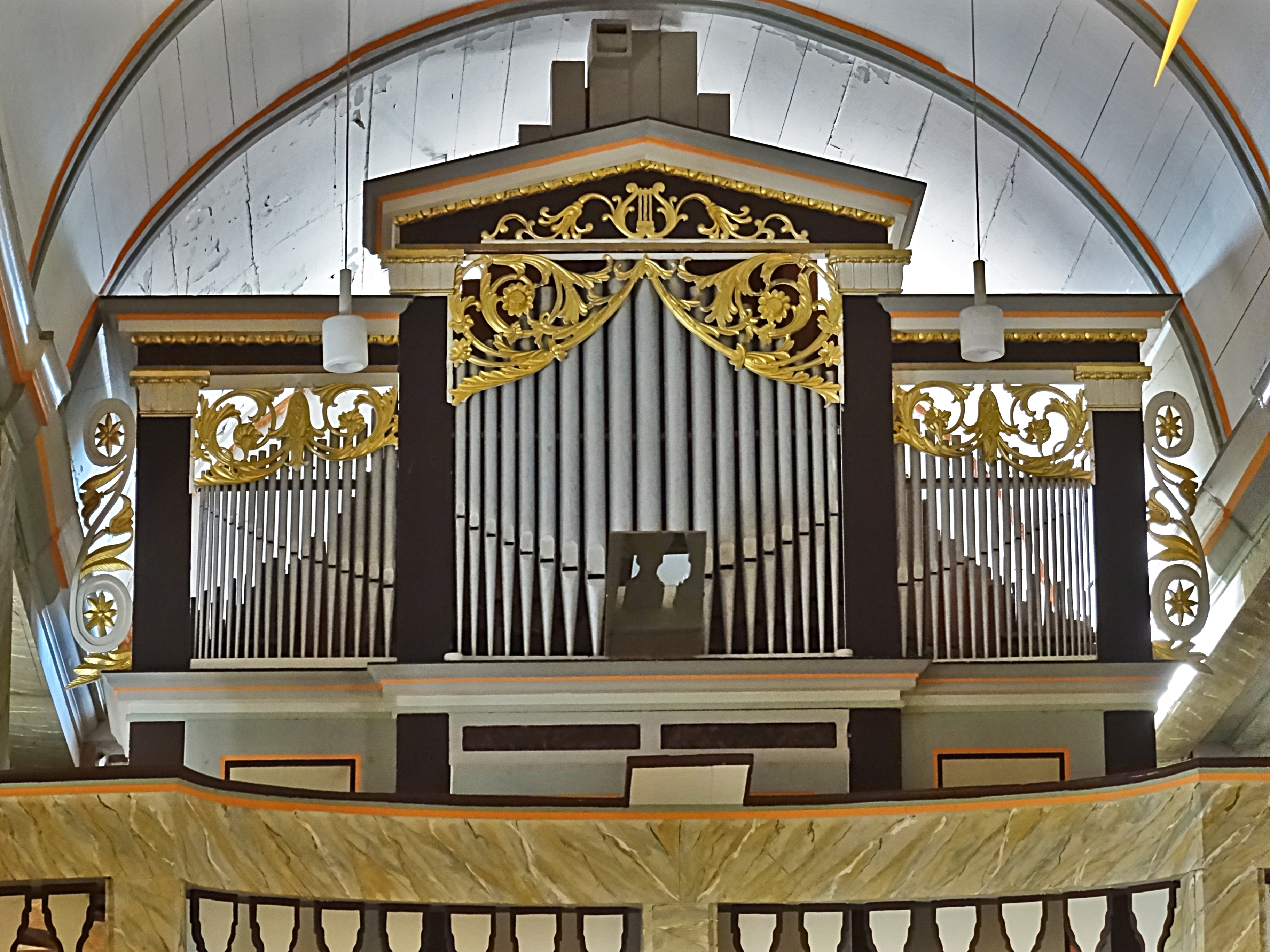
Holland-Orgel

Die Orgel mit 14 Registern, verteilt auf 2 Manuale und Pedal, wurde 1830 von Johann Michael Holland gebaut.
Im 20. Jahrhundert fanden umfangreiche Renovierungen des Innenraums statt. Heute besitzt die Kirche eine moderne Fußbodenheizung. Dank einer Privatspende wurde 2011 ein neues Fenster in der Nordwand des Kirchturms eingesetzt.